# Galium surinamense
Galium surinamense är en måreväxtart som beskrevs av Lauramay Tinsley Dempster. Galium surinamense ingår i släktet måror, och familjen måreväxter. Inga underarter finns listade i Catalogue of Life.